# Dos hogares
Dos hogares, est une telenovela mexicaine diffusée en 2011 par Televisa.

## Synopsis
Angélica est une vétérinaire qui aime les animaux. Avec sa mère, elle tient une clinique vétérinaire où elles travaillent beaucoup.
Sur le plan sentimental, Angélica a une relation avec Santiago qui, malgré l'opposition de sa mère, Patricia Ortiz de Monasterio, et de son ex-petite amie, Jennifer Garza, défend l'amour de sa vie contre vent et marée.
Pendant que Jennifer lutte pour récupérer l'amour de Santiago, elle se laisse séduire par Jorge, sans savoir que c'est le frère de sa pire ennemie, Angélica.
Que se passe-t-il quand le destin change la vie d'une femme en la mettant face à la décision la plus difficile à prendre ? Quand la vie lui sourit et ensuite se joue de ses sentiments, elle se verra vivre dans deux maisons.
Parallèlement, Cristóbal Lagos, d'un côté dans la ville de Mexico est un père de famille aimant. D'un autre côté dans la ville de Querétaro, il a une seconde femme avec laquelle il a deux enfants, et même, à San Antonio au Texas, où il est connu comme Chris Lakes, il est un entrepreneur à succès qui tombe amoureux d'une jeune femme fascinante. En réalité il est un délinquant qui détruit des vies à travers des fraudes importantes.
Ricardo Valtierra, un magnat, actionnaire majoritaire d'un consortium, a une relation pas seulement professionnelle avec Patricia Ortiz de Monasterio.
D'autre part, Armando Garza, un personnage marqué par l'amertume et la rancœur, deviendra le pire cauchemar de tous les personnages de cette entreprise. Pourquoi Yolanda Rivapalacio tremblera-t-elle à son arrivée ?
Amour, drame et lutte pour le pouvoir, un homme sans éthique, une fille qui découvre l'infidélité de son père, une fille qui enquête sur un délinquant sans savoir qu'il s'agit de son propre père. Deux hommes qui se battent pour l'amour d'une femme qui les aime autant et maudit sa vie qui l'oblige à prendre la décision qu'elle n'aurait jamais voulu avoir à prendre...

## Distribution
- Anahí - Angélica Mejía
- Carlos Ponce - Santiago Ballesteros
- Sergio Goyri - ‘’Don Ricardo Valtierra
- Olivia Collins - Patricia Ortiz Monasterio viuda de Ballesteros
- Víctor Noriega - Darío Colmenares
- Laura León - Refugio Urbina de Lagos
- Alfredo Adame - Armando Garza Zamudio
- Joana Benedek - Yolanda Rivapalacio
- Maya Mishalska - Pamela Ramos
- Gabriela Goldsmith - Verónica de Garza
- Jorge Ortiz de Pinedo - Cristóbal Lagos / Chris Lakes
- Malillany Marin - Jennifer Garza
- Silvia Manríquez - Amparo Mejía viuda de Estrada
- Carlos Bonavides - Eleazar Pérez
- Miguel Palmer - Hernán Colmenares
- Rodrigo Vidal
- Abraham Ramos - Claudio Ballesteros Ortiz Monasterio
- Maribel Fernández - Queta
- Marisol Santacruz - Mara de Lagos
- Lalo "El Mimo" - Gaspar Rincón
- Diana Golden
- Rudy Casanova - Don Fidel
- Gabriela Carrillo - Cristina Lagos Urbina
- José Carlos Femat - Jorge Estrada Mejía
- Erika García
- Pablo Magallanes - Óscar Lagos Urbina
- Ana Bekoa - Diana Díaz
- José Luis Cordero "Pocholo" - Mario
- Yessica Salazar
- Ricardo Barona
- Elizabeth Valdez - Beatriz Noriega
- Arturo Vásquez - Julián Martínez
- Mariana Echeverría
- Roberto Tello - Rodolfo
- Marcus Ornelas - Mauricio
- Hugo Aceves

## Prix et nominations
| Année | Prix                       | Catégorie                          | Prix et nominations   | Résultat |
| ----- | -------------------------- | ---------------------------------- | --------------------- | -------- |
| 2011  | Califa de Oro              | Meilleure Telenovela de l'année    | Dos Hogares           | Gagnant  |
| 2012  | Prix TVyNovelas            | Meilleure Telenovela               | Dos Hogares           | Nommée   |
| 2012  | Prix TVyNovelas            | Meilleure actrice                  | Anahí                 | Nommée   |
| 2012  | Prix TVyNovelas            | Meilleur acteur                    | Sergio Goyri          | Nommée   |
| 2012  | Prix TVyNovelas            | Meilleur acteur antagonique        | Jorge Ortiz de Pinedo | Nommée   |
| 2012  | Prix TVyNovelas            | Meilleure actrice antagonique      | Olivia Collins        | Nommée   |
| 2012  | Prix TVyNovelas            | Meilleur acteur co-star            | Abraham Ramos         | Nommée   |
| 2012  | Prix TVyNovelas            | Meilleure chanson thème telenovela | "Rendirme En Tu Amor" | Nommée   |
| 2012  | Prix TVyNovelas            | Meilleur scénario ou adaptation    | Dos Hogares           | Nommée   |
| 2012  | Premios Juventud           | Meilleure chanson thème telenovela | Dividida              | Nommée   |
| 2012  | Premios Juventud           | Fille qui m'ôte le sommeil         | Anahí                 | Nommée   |
| 2012  | Kids' Choice Awards México | Meilleure actrice                  | Anahí                 | Nommée   |

## Diffusion internationale
- Canal de las Estrellas : Du lundi au vendredi à 21h30
- Canal de las Estrellas Amérique latine : Du lundi au vendredi à 21h30 (24 août, 2011 - 25 mai,2012)
- GamaTV
- Univisión
- Univisión PR
- Telefuturo
- América Televisión
- Venevision
- Canal de las Estrellas Europe
- Repretel
- Telemetro
- Mega
- POP TV
- Zone Romantica
- Zone Romantica
- RTVE
- Red Uno
- Telemicro
- RTV Pink
- TV Red
- Vizion Plus
- Viva Plus
- Acasa TV
- Canal 9

### Sources
- (es) Cet article est partiellement ou en totalité issu de l’article de Wikipédia en espagnol intitulé « Dos hogares » (voir la liste des auteurs).